# Eduardo De Robertis
Eduardo D. P. De Robertis, médico y biólogo argentino, nació en Buenos Aires, el 11 de diciembre de 1913 y murió el 31 de mayo de 1988.
Inicialmente en gran medida prosecutor de la obra del también señero Teodoro Fracassi, de Robertis se dedicó a la investigación de la generación de células sexuales en anfibios y a la citología hepática, además de explicar mecanismos tiroideos y de hacer uso del microscopio electrónico en la Argentina. Fue el descubridor de los microtúbulos en el interior de la célula, avance que permitió el perfeccionamiento de muchas drogas acelerando su metabolización. Por sus descubrimientos llegó a ser propuesto para recibir el Premio Nobel de Medicina.

## Carrera Científica
A pesar de no vivir en una familia rica, gracias al esfuerzo de sus padres y hermanas pudo terminar el secundario y entrar en la Escuela de Medicina de la Facultad de Ciencias Médicas de la Universidad de Buenos Aires en febrero de 1932. Donde aprueba con sobresaliente la cátedra de histología de Pedro Rojas
En 1937 se casa con Antonia Semelis. En 1939 se gradúa obteniendo la medalla de oro de su promoción, y recibe una beca para estudiar en Lyon, junto a Albert Policard de la Asociación Argentina para el Progreso de las Ciencias, que no puede realizar debido al estallido de la Segunda Guerra Mundial. Más tarde, la Academia Nacional de Medicina le otorga otra beca, la Beca Bartolomé Devoto pero esta vez para estudiar en el Departamento de Anatomía de la Universidad de Chicago. Sus investigaciones en la existencia de ciclos secretores de paratiroides hizo que recibiera otra beca de la Fundación Rockefeller. En 1940 se trasladó al Departamento de Anatomía de la Universidad Johns Hopkins en Baltimore, donde demostró la existencia de un mecanismo enzimático en la producción de la hormona tiroidea y su reabsorción.
En marzo de 1949 retorna a Buenos Aires, donde es postulado para reemplazar el puesto de la cátedra a su ya fallecido profesor Pedro Rojas, sin embargo la cátedra es ganada por Manuel Varela. En Buenos Aires continua sus investigaciones sobre la tiroides trabajando como Jefe de Trabajos Prácticos y Jefe de la Sección de Citología e Histofisiología del Instituto de Anatomía General y Embriología.
En 1942, De Robertis determina que las hormonas gonadotrofinas actúan sobre las células de Sertoli, provocando la maduración y expulsión de espermatozoides en los sapos machos. Su condiscípulo, Carlos Galli Mainini supo aplicar este descubrimiento para detectar embarazos de manera precoz, mediante la Reacción Galli Mainini.
Junto con el genetista Francisco Alberto Sáez y el bioquímico Wiktor Nowinski redacta el libro de texto "Citología General", que se diferenciaba de los libros contemporáneos de citología, que privilegiaban lo puramente morfológico, debido a su enfoque genético y bioquímico.
A partir de 1947 se adentra en el mundo de la microscopia electrónica en el departamento de Biología del Instituto de Tecnología de Massachusetts, donde empieza a observar tejidos nerviosos, llegando a distinguir lo que llamaría neurotúbulos en los axones.
En Montevideo, Uruguay, creó el departamento de ultraestructura celular, donde consiguió con donaciones un microscopio electrónico y se dedicó a estudiar ciertas partes de la retina, confirmando posturas de su profesor Rojas. Es aquí que rompe el matrimonio con su esposa y en 1956 se casa con Nelly Ana Mirta Armand Ugon Indart.
En 1957 sale ganador del concurso de Profesor de Histología y Embriología y Director del Instituto de la Facultad de Medicina de la Universidad de Buenos Aires. En agosto del mismo año, consigue recaudar los fondos necesarios para adquirir un microscopio electrónico.
Con la ayuda de colaboradores, demostró la importancia del papel fisiológico de las vesículas sinápticas en la neurotransmisión, confirmando la individualidad de las neuronas hasta en sus más microscópicos componentes.
En febrero de 1958, De Robertis fue designado a integrar el primer directorio del nuevo CONICET. Junto con su hijo como coautor, en 1980 publica "Citología general y molecular", libro traducido a más de 9 idiomas. En la actualidad el libro se sigue publicando, en una edición revisada y corregida, con el título de "Biología celular y molecular de De Robertis" publicado por su hijo, Jose Hib y Roberto Ponzio.
En 1981, De Robertis fue miembro fundador del Consejo Cultural Mundial.
En 1985 la Organización de Estados Americanos (OEA), le entregó el Premio Bernardo A. Houssay. Por 1979 asumió la presidencia de la Unión Internacional de Ciencias Biológicas (IUBS).
Eduardo De Robertis falleció de cáncer a las 8 de la mañana, el 31 de mayo de 1988. Aún postrado en la cama por su enfermedad, y ya sabiendo que no podría sobrevivir, le reclamaba a sus colaboradores sus trabajos para corregirlos.

## Premios obtenidos
1937 - Premio Juan Manuel Estrada de la Institución Mitre por el trabajo "Estudios de Histología Hepática en los Anfibios".
1937 - Tercer Premio Nacional de Ciencias Naturales y Biológicas por la investigación sobre las células sexuales de los anfibios anuros (realizado en colaboración con Francisco A. Sáez y Pedro Rojas).
1983 - Premio Konex de Platino en Ciencias Biomédicas Básicas: Morfología, Fisiología, Farmacología y Farmacodinamia.
1983 - Diploma al Mérito de la Fundación Konex en Ciencias Biomédicas Básicas: Morfología, Fisiología, Farmacología y Farmacodinamia.
1985 - Premio Bernardo A. Houssay.